# James Harrison (donatore di sangue)
James Harrison (Junee, 27 dicembre 1936 – Umina Beach, 17 febbraio 2025) è stato un donatore di sangue australiano, conosciuto anche come "l'uomo dal braccio d'oro". 
La rara composizione del suo sangue, grazie alle sue donazioni, ha permesso di curare circa 2,4 milioni di neonati affetti dall'eritroblastosi fetale.

## Biografia
A soli 14 anni Harrison subì un intervento chirurgico ai polmoni durante il quale gli venne somministrata una grande quantità di sangue e si ripromise di diventare donatore.
Iniziò a donare il sangue nel 1954 e dopo le prime donazioni si scoprì che il suo sangue conteneva anticorpi insolitamente forti contro l'antigene del gruppo D Rh. La scoperta di questi anticorpi ha portato allo sviluppo di prodotti a base di immunoglobuline per prevenire la malattia emolitica dei neonati.
Harrison ha fatto oltre 1000 donazioni nel corso della sua vita, e si stima che queste donazioni abbiano salvato circa 2,5 milioni di bambini dalla morte fetale. Questa caratteristica è stata giudicata talmente importante che la sua vita è stata assicurata per un milione di dollari dopo questa scoperta e la ricerca basata sulle sue donazioni ha consentito di creare un'immunoglobulina commerciale Anti-D. Si calcola che l'uomo abbia effettuato una donazione ogni 2/3 settimane per 57 anni. Le sue donazioni lo hanno fatto entrare nel Guinness dei primati mondiale ed è stato insignito della Medal of Order in Australia.
L'11 maggio 2018, Harrison ha fatto la sua 1173ª donazione, l'ultima, poiché la legge australiana proibisce di donare il sangue dopo il raggiungimento dell'81º anno di età.
Un omaggio ad Harrison è presente nell'episodio 8 della prima stagione della serie televisiva 9-1-1.